# Antoine Combes
Antoine Vincent Auguste Combes est un général de brigade des Troupes de marine.

## Biographie
Antoine Vincent Auguste Combes, est né le 10 septembre 1849 à Foix, Ariège, fils de Antoine Thomas, agent voyer, et de Élizabeth Molière. Il épouse Marie Mathilde Henriette d'Argaignon. Il meurt le 4 mars 1913 à Toulouse.

### Expédition de Madagascar
En avril et mai 1896, le général Voyron commandant les troupes d'occupation, le colonel Combes, à la tête d'une colonne, dégage la région d'Ambatondrazaka et de Moramanga.
En 1897, le général Gallieni réunit les trois cercles d'Ambatondrazaka, Moramanga et Ambohidrabiby en territoire militaire dont le commandement est confié au colonel Combes. Celui-ci, établi à Mampidongy, lance trois colonnes contre les bandes de Rabozaka et de Rabozavana. Secondé par le commandant Lyautey, il pacifie toute la province de l'Emyrne.

## Carrière militaire

### Grades
- 14/10/1867 : Élève-officier
- 01/10/1869 : Sous-lieutenant
- 01/10/1870 : Lieutenant
- 07/01/1871 : Capitaine
- 31/12/1871 : Lieutenant
- 01/05/1875 : Capitaine
- 10/10/1883 : Chef de bataillon
- 07/09/1887 : Lieutenant-colonel
- 23/06/1893 : Colonel
- ../../1898 : Général de brigade

### Affectation
- 01/10/1867 : École spéciale militaire, 52e promotion dite de Mentana
- 01/10/1869 : 95e régiment d'infanterie de ligne
- 10/08/1870 : 12e régiment d'infanterie de marche
- 01/11/1870 : 12e régiment d'infanterie de ligne
- 31/10/1871 : 3e régiment d'infanterie de ligne
- 26/06/1876 : 4e régiment d'infanterie de marine
- 13/01/1880 : Bataillon de tirailleurs sénégalais
- 15/02/1882 : 1er régiment d'infanterie de marine
- 14/09/1882 : État-Major hors cadres au Sénégal
- 06/11/1883 : 4e régiment d'infanterie de marine
- 14/06/1884 : État-Major hors cadres au Sénégal
  - Commandant supérieur des troupes par intérim
- 14/06/1887 : 2e régiment d'infanterie de marine
- 14/05/1888 : 3e régiment d'infanterie de marine
- 01/01/1890 : 2e régiment d'infanterie de marine
- 08/06/1891 : 1er régiment d'infanterie de marine
- 09/07/1892 : État-Major hors cadres au Soudan
- 23/08/1892 : Régiment de tirailleurs soudanais
- 27/11/1893 : 3e régiment d'infanterie de marine
- 22/01/1894 : 8e régiment d'infanterie de marine
- 10/02/1896 : Régiment colonial (Madagascar)
- 08/03/1898 : 5e régiment d'infanterie de marine
- 13/04/1898 : 3e régiment d'infanterie de marine
- 1904 : Membre des comités techniques de l'infanterie et de la gendarmerie

## Honneurs

### Décorations françaises
|  |  |  |

- Grand Officier de la Légion d'Honneur (12 juillet 1904)[1]
- Médaille coloniale avec agrafe Soudan
- Médaille commémorative de Madagascar